# Рожениця
Рожениця (хорв. Roženica) — населений пункт у Хорватії, в Загребській жупанії у складі громади Покупсько.

## Населення
Населення за даними перепису 2011 року становило 305 осіб.
Динаміка чисельності населення поселення:

## Клімат
Середня річна температура становить 10,56 °C, середня максимальна – 24,87 °C, а середня мінімальна – -6,00 °C. Середня річна кількість опадів – 961 мм.
| Клімат поселення                              | Клімат поселення | Клімат поселення | Клімат поселення | Клімат поселення | Клімат поселення | Клімат поселення | Клімат поселення | Клімат поселення | Клімат поселення | Клімат поселення | Клімат поселення | Клімат поселення | Клімат поселення |
| Показник                                      | Січ.             | Лют.             | Бер.             | Квіт.            | Трав.            | Черв.            | Лип.             | Серп.            | Вер.             | Жовт.            | Лист.            | Груд.            |                  |
| Середній максимум, °C                         | 6,64             | 8,47             | 12,86            | 17,21            | 21,74            | 24,87            | 24,09            | 23,46            | 19,82            | 14,75            | 8,94             | 5,03             |                  |
| Середня температура, °C                       | 0,32             | 2,16             | 6,55             | 10,88            | 15,42            | 18,56            | 20,25            | 19,58            | 15,96            | 10,90            | 5,07             | 1,17             |                  |
| Середній мінімум, °C                          | −6               | −4,18            | 0,21             | 4,57             | 9,09             | 12,23            | 16,38            | 15,74            | 12,09            | 7,03             | 1,21             | −2,69            |                  |
| Норма опадів, мм                              | 58               | 55               | 66               | 75               | 81               | 96               | 87               | 91               | 91               | 93               | 95               | 73               |                  |
| Середньомісячна швидкість вітру, м/с          | 1.70             | 1.88             | 2.30             | 2.18             | 2.00             | 1.80             | 1.80             | 1.60             | 1.60             | 1.68             | 1.74             | 1.74             |                  |
| Середньомісячна сонячна радіація, кДж/м²·день | 4234             | 6937             | 10517            | 15057            | 19265            | 21088            | 22254            | 19329            | 14219            | 8816             | 4692             | 3388             |                  |
| --------------------------------------------- | ---------------- | ---------------- | ---------------- | ---------------- | ---------------- | ---------------- | ---------------- | ---------------- | ---------------- | ---------------- | ---------------- | ---------------- | ---------------- |
| Джерело:                                      |                  |                  |                  |                  |                  |                  |                  |                  |                  |                  |                  |                  |                  |